# Кот Сергій Іванович
Сергій Іванович Кот (22 жовтня 1958, м. Київ — 28 березня 2022, м. Ізяслав, Шепетівський район, Хмельницька область) — український історик, краєзнавець, громадський діяч. Доктор історичних наук, старший науковий співробітник Інституту історії України НАН України, дослідник теоретичних і практичних проблем збереження історико-культурної спадщини, історії становлення пам'яткоохоронної справи в Україні, питань повернення та реституції культурних цінностей. Член Президії правління НСКУ, заслужений працівник культури України.

## Біографічні відомості
1980 року закінчив з відзнакою історико-педагогічний факультет Київського державного педагогічного інституту ім. О. М. Горького. Відтоді працював в Інституті історії України НАНУ.
Кандидат історичних наук (1990), доктор історичних наук (2021).
Від 1999 — керівник Центру дослідження проблем повернення та реституції культурних цінностей.

## Наукова діяльність
Від 1991 — член Вченої ради Центру пам'яткознавства НАН України та УТОПІК.
Від 2013 — член Вченої ради Національного заповідника «Софія Київська».
2015‒2016 — член Спеціалізованої ради по захисту дисертацій на здобуття вчених ступенів К. 26.252.01 Центру пам'яткознавства НАН України та УТОПІК.

### Основні праці
- Искусство в пламени войны. Произведения западноевропейсккой живописи в собрании Симферопольского художественного музей: каталог и альбом. ‒ Симферополь-Киев, 2015. ‒ 300 с. (в соавторстве, Л. В. Кудряшева);
- Теоретичні та науково-методичні засади підготовки статей про пам'ятки історії до «Зводу пам'яток історії та культури України». ‒ К., 2011. ‒ 237 с. (у співавторстві, Гаврилюк Л. О., Горбик В. О., Денисенко Г. Г., І., Піскова Е. М., Скрипник П. І., Федорова Л. Д.)
- Судьба и правовой статус экспонатов передвижной выставки Государственного Русского музея 1941 года в Крыму, находящихся в музеях Автономной Республики Крым. — К., 2010. ‒ 150 с.
- Эхо войны. Судьба и правовой статус экспонатов передвижной выставки Государственного Русского музея 1941 года в Крыму, находящихся в музеях Автономной Республики Крым. — К., 2010. ‒ 128 с.
- Наукова спадщина Олега Ольжича. — К., 2007. ‒ 240 с. (у співавт., М. Відейко)
- Ланселот Лоутон. Українське питання. — К., 2006. ‒ 168 с.
- Про ратифікацію Україною Конвенції ЮНІДРУА про викрадені чи нелегально вивезені предмети культури (Рим, 24 червня 1995 р.): Інформаційно-аналітична довідка / НАН України. Інститут історії України. ‒ К., 2017. ‒ 7 с. ‒ На правах рукопису.
- Фундація імені О. Ольжича // Покликані служити Україні. Фундація імені О. Ольжича, Видавництво імені Олени Теліги, Всеукраїнське жіноче товариство імені Олени Теліги, Об'єднання студіюючої молоді «Зарево»: Збірник матеріалів і документів. — К., 2011. ‒ С. 11–225.
- Видатні діячі науки і культури Києва в історико-краєзнавчому русі України: біографічний довідник: В 2-х ч. — Ч. 1. ‒ К., 2005. ‒ 351 с.; Ч. 2. ‒ К., 2005 ‒ 346 с. (у співавторстві, Гаврилюк Л., Горбик В., Денисенко Г., Ковпаненко Н., Колибанова К., Кузьминська О., Піскова Е., Скрипник П. І., Федорова Л., Юренко С.).

## Громадська та редакторська діяльність
1990‒2010 — член Ревізійної комісії Національної спілки краєзнавців України, від 2011 — член Правління, президії правління НСКУ.
1995‒1996 — член Експертної комісії Міністерства культури України по складанню Національного реєстру історико-культурної спадщини.
2000‒2003 — член Громадської ради при Комітеті з питань культури і духовності Верховної ради України.
Від 2000 — член правління, з 2012 ‒ голова Правління Фундації імені Олега Ольжича.
2007‒2009 — член Експертної ради Міністерства культури України.
Від 2009 ‒ член Українського відділення ICOMOS.
Від 2010 ‒ головний редактор журналу «Розбудова держави».
Від 2015 ‒ член Редакційної ради, від 2016 — головний редактор газети «Українське слово — Літаври».
Від 2015 ‒ голова Науково-методичної ради з питань охорони культурної спадщини Міністерства культури України.

## Нагороди
- 1988 Нагрудний знак Міністерства освіти УРСР «Відмінник народної освіти».
- 1998 Подяка Міністерства культури і мистецтв України. За значний внесок у розвиток краєзнавчої справи.
- 2001 Орден Святого князя Володимира III Ступеню Української Православної Церкви Київського Патріархату. За заслуги по відродженню духовності в України та утвердженню Помісної Української Православної Церкви.
- 2007 Почесна відзнака Міністерства культури і туризму України «За досягнення в розвитку культури і мистецтва».
- 2008 Почесна відзнака Міністерства України у справах сім'ї, молоді та спорту.
- 2008 Присвоєне Почесне звання «Заслужений працівник культури України».
- 2010 Подяка Міністерства культури України. За вагомий особистий внесок у справу збереження та повернення в Україну культурних цінностей, високий професіоналізм, багаторічну плідну працю.
- 2011 Почесна відзнака Міністерства культури і туризму України «За досягнення в розвитку культури і мистецтва».
- 2015 Лауреат премії ім. Дмитра Яворницького Національної спілки краєзнавців України.